# Colletia
Colletia es un género de fanerógamas de la familia Rhamnaceae, con 17 especies de arbustos espinosos. Todas las especies son nativas del sur de Sudamérica.

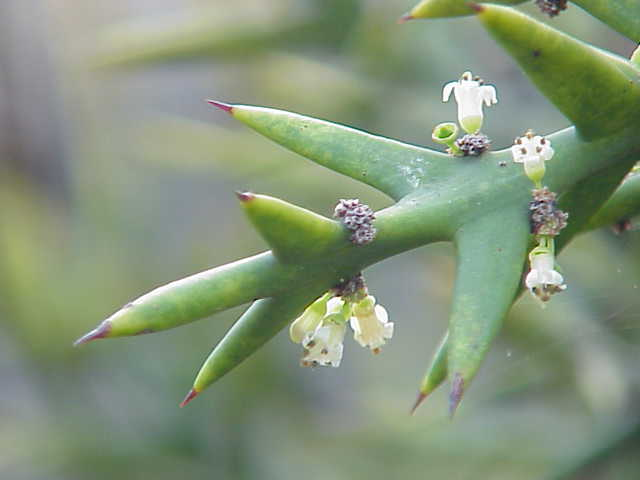
Colletia spinosissima

## Algunas especies
- Colletia armata
- Colletia ferox
  - Colletia ferox var. infausta; sinónimo Colletia infausta
- Colletia hystrix sin. Colletia spinosa; Colletia horrida.  Chile y sudoeste de la Argentina.
- Colletia paradoxa; sin. Colletia cruciata
- Colletia spinosissima; sin. Colletia atrox.  Argentina, Bolivia, y Uruguay.
- Colletia ulicina; endémica de Chile.

## Taxonomía
Colletia fue descrito por Comm. ex Juss. y publicado en Genera Plantarum 180, en el año 1789. 
La especie tipo es: Colletia spinosa Lam.